# Altamont (Illinois)
Pour les articles homonymes, voir Altamont (homonymie).
Altamont est une ville du comté d'Effingham, en Illinois, aux États-Unis. Elle est incorporée le 26 août 1872,. Lors du recensement de 2010, la ville comptait une population de 2 319 habitants.

## Source de la traduction
- (en) Cet article est partiellement ou en totalité issu de l’article de Wikipédia en anglais intitulé « Altamont, Illinois » (voir la liste des auteurs).